# Mercina
Mercina je priimek več znanih Slovencev:

## Znani nosilci priimka
- Boris Menina (prv. Mercina) (1905—1970), veterinar
- Franc Ksaver Mercina (1809—1897), duhovnik in nabožni skladatelj
- Ivan Mercina (1851—1940), učitelj in glasbenik
- Ivan Mercina (1885—1971), učitelj, kulturni in gospodarski delavec
- Jožef Mercina (1920—1983), politik in gospodarski delavec
- Marija Mercina (*1948), publicistka in pisateljica
- Matevž Mercina, klarinetist